# Campus Ljungby

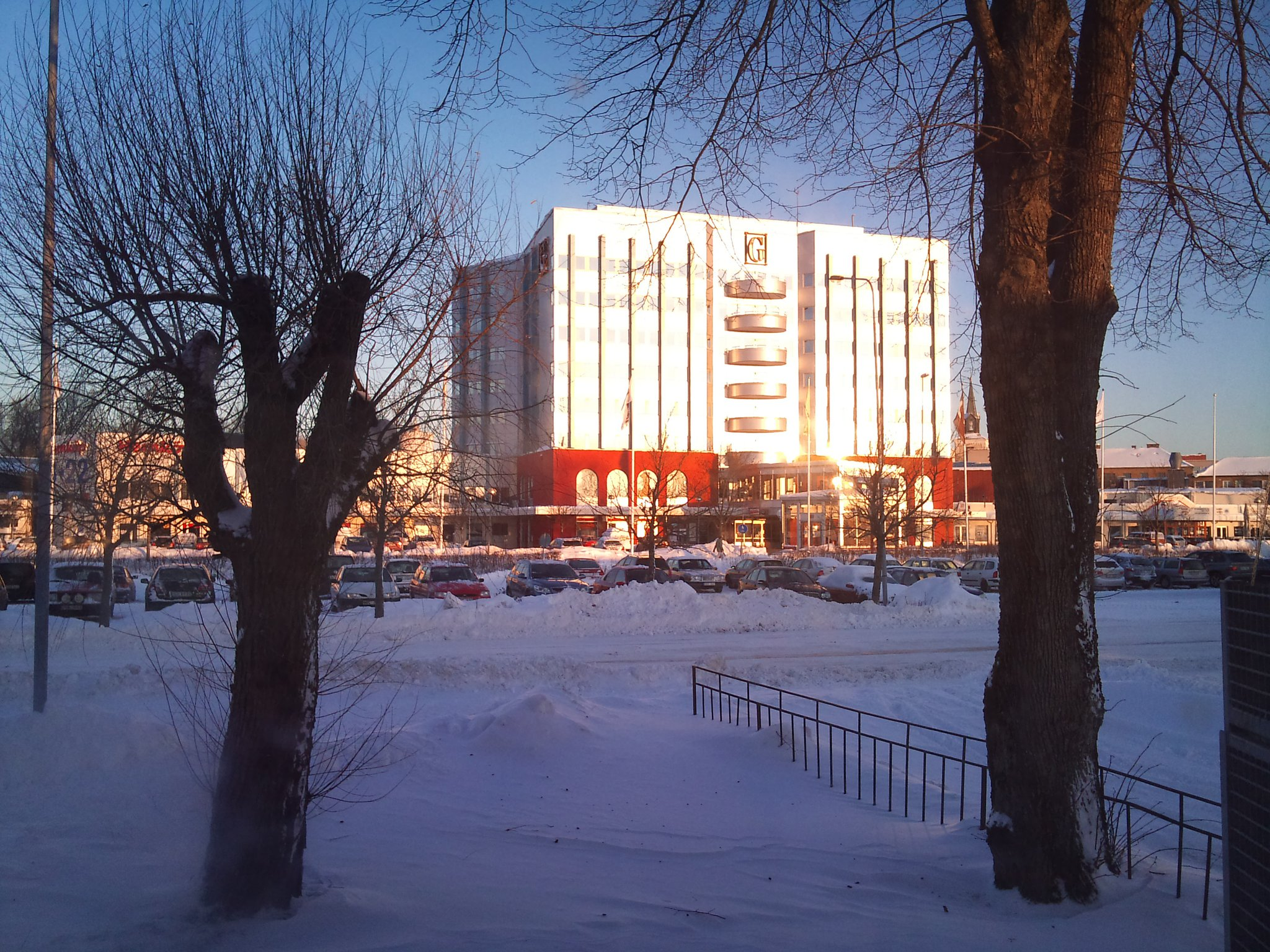
Campus Ljungby har sina lokaler på plan två i den stora byggnaden "Garvaren".

Campus Ljungby är en utbildningsanordnare i Ljungby som startade 2001, då under namnet CIL- Centrum för Informationslogistik. Campus Ljungby erbjuder eftergymnasiala utbildningar i ett nära samarbete med bland annat Linnéuniversitetet, Internationella Handelshögskolan i Jönköping, och Högskolan i Halmstad. Här finns också flera yrkeshögskoleutbildningar. Skolan huserar på plan två i den stora byggnaden "Garvaren". 
Vissa av utbildningarna sker på distans medan andra sker på plats i Ljungby. Campus Ljungby är också Kronobergs läns IUC-bolag[förklaring behövs], vilket innebär att olika offentligt finansierade utvecklingsprojekt kan erbjudas näringsliv och offentlig sektor.

## Högskola
De högskoleutbildningar som erbjuds är:
- Sjuksköterskeprogrammet
- Produktionsledning för yrkesverksamma (30 högskolepoäng)
- Digital affärsutveckling

## Studentliv
I Ljungby finns omkring 150 studenter som har möjlighet att delta i studentföreningens aktiviteter. Den kallas FAST och står för Festligt Ambitiösa Studenter i Ljungby.
FAST kan anordna evenemang som pubkvällar, idrottsturneringar, filmkvällar och liknande. För mer information, se Högskolecentrum Ljungby.
Ljungby kommun har antagit en policy om bostadsgaranti för studenterna på Högskolecentrum Ljungby.[källa behövs]